# Heathrow Terminals 2 & 3 (London Underground)

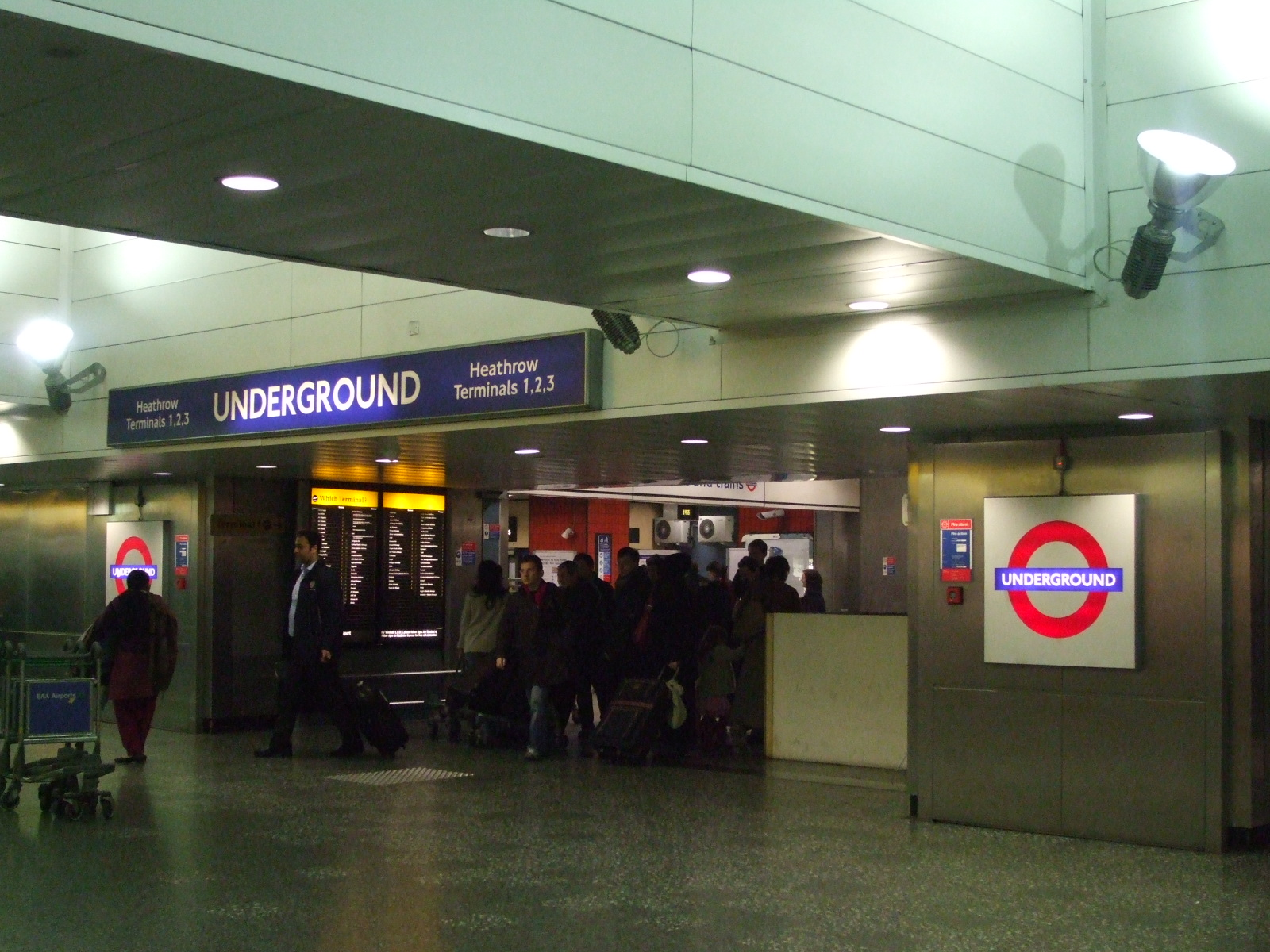
Eingang zur Station

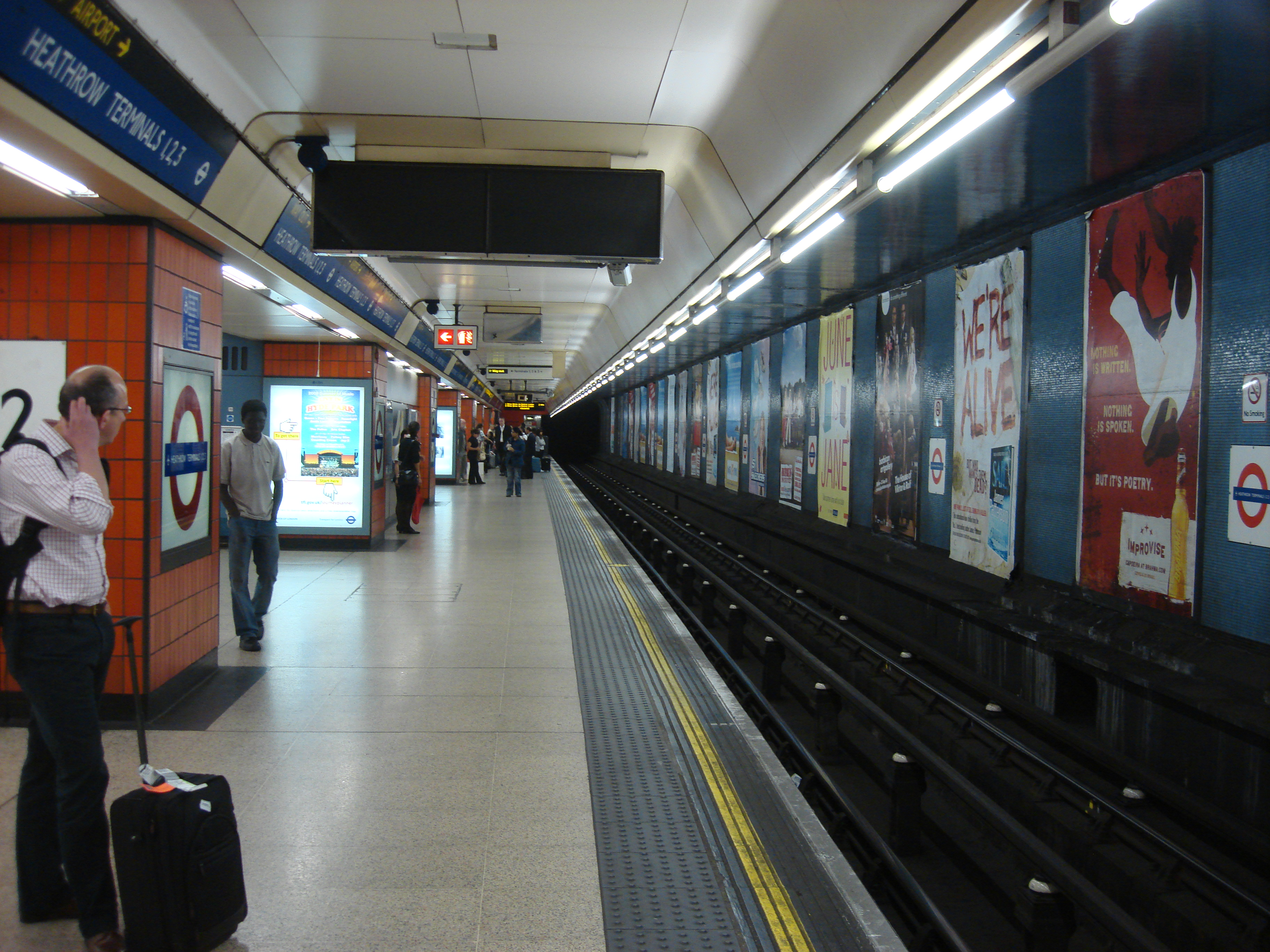
Bahnsteig

Heathrow Terminals 2 & 3 ist eine unterirdische Station der London Underground im Stadtbezirk London Borough of Hillingdon. Sie wird von der Piccadilly Line bedient, gehört zur Tarifzone 6 und erschließt den zentralen Bereich des Flughafens Heathrow mit den Terminals 2 und 3. Im Jahr 2016 nutzten 7,73 Millionen Fahrgäste die Station. In unmittelbarer Nähe befindet sich der Flughafenbahnhof von Heathrow Express und Heathrow Connect, dieser heißt jedoch abweichend Heathrow Central.
Königin Elisabeth II. eröffnete die Station und damit die letzte Phase der Verlängerung zum Flughafen offiziell am 16. Dezember 1977. Zu Beginn lautete der Stationsname Heathrow Central, diesen änderte man am 3. September 1983 in Heathrow Central Terminals 1, 2, 3. Eine erneute Umbenennung folgte am 12. August 1986, am Tag der Eröffnung der Station unter dem Terminal 4. Von nun an verkehrten alle Züge auf der eingleisigen Schlaufe, die von Hatton Cross über den Terminal 4 und die Terminals 1, 2 und 3 zurück nach Hatton Cross führt.
Die Schlaufe war vom 7. Januar 2005 bis zum 17. September 2006 vorübergehend stillgelegt, um die Errichtung eines Verzweigungsbauwerks in Richtung der neuen Station Terminal 5 zu ermöglichen. Seit ihrer Eröffnung am 27. März 2008 verkehrt jeder zweite Zug direkt dorthin, während die anderen weiterhin die Schlaufe befahren. Der Terminal 1 des Flughafens wurde im Juni 2015 geschlossen, um Platz für die Erweiterung von Terminal 2 zu machen. Die Station erhielt deswegen am 2. Januar 2016 den heutigen Namen Heathrow Terminals 2 & 3.